# Processo di Rivonia
Il processo di Rivonia si svolse in Sudafrica durante l'apartheid tra il 9 ottobre 1963 e il 12 giugno 1964, dopo che un gruppo di attivisti anti-apartheid fu arrestato nella fattoria Liliesleaf a Rivonia. La fattoria era stata il luogo segreto delle riunioni di uMkhonto we Sizwe (MK), la neonata ala armata dell'African National Congress. Il processo si tenne presso il Palazzo di Giustizia, Pretoria e portò all'incarcerazione di Nelson Mandela, Walter Sisulu, Govan Mbeki, Ahmed Kathrada, Denis Goldberg, Raymond Mhlaba, Elias Motsoaledi, Andrew Mlangeni. Molti degli imputati furono giudicati colpevoli di sabotaggio e condannati all'ergastolo.

## Arrestati e processati
Sono stati arrestati:

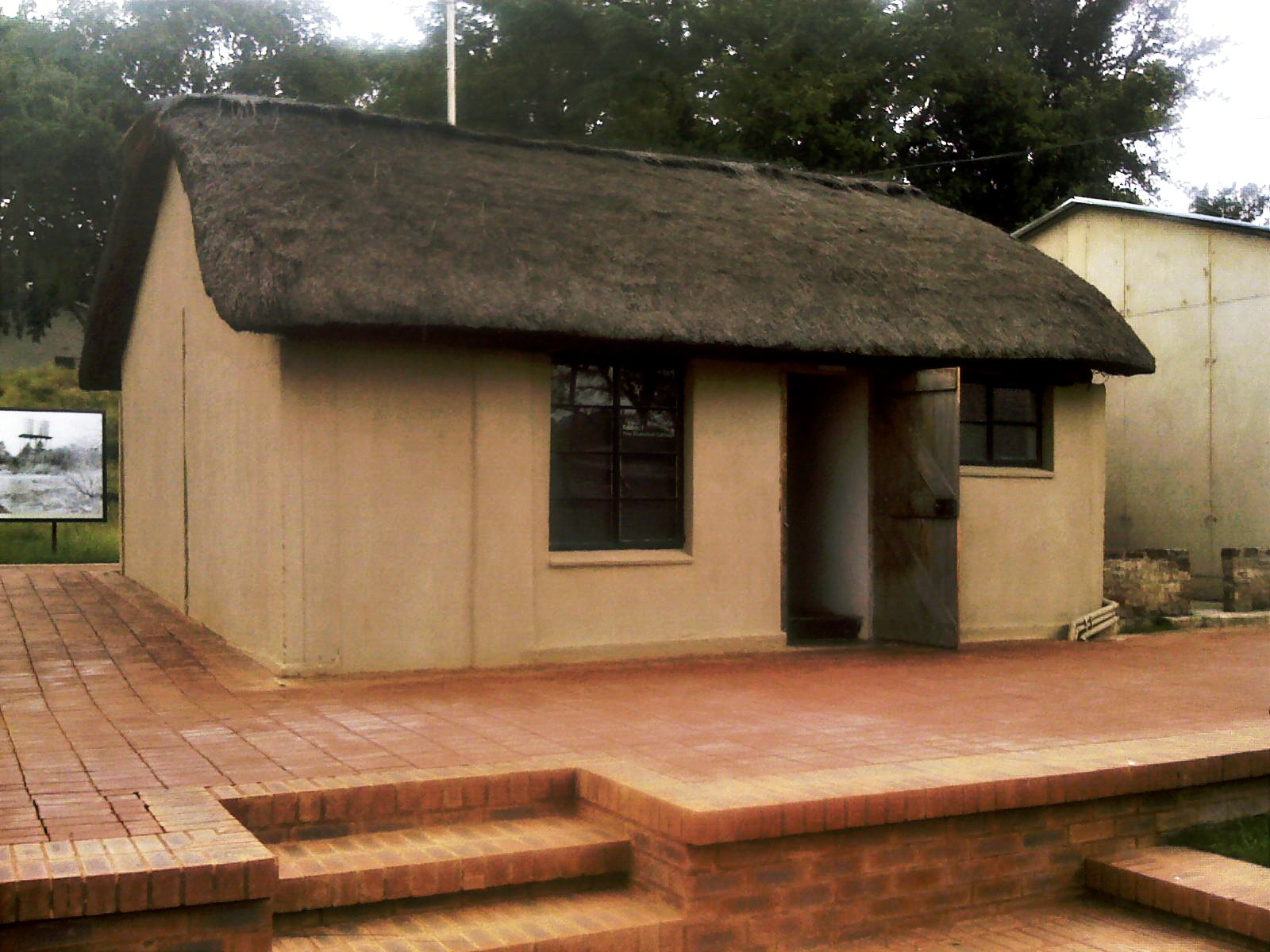
La stanza dal tetto di paglia della Liliesleaf Farm

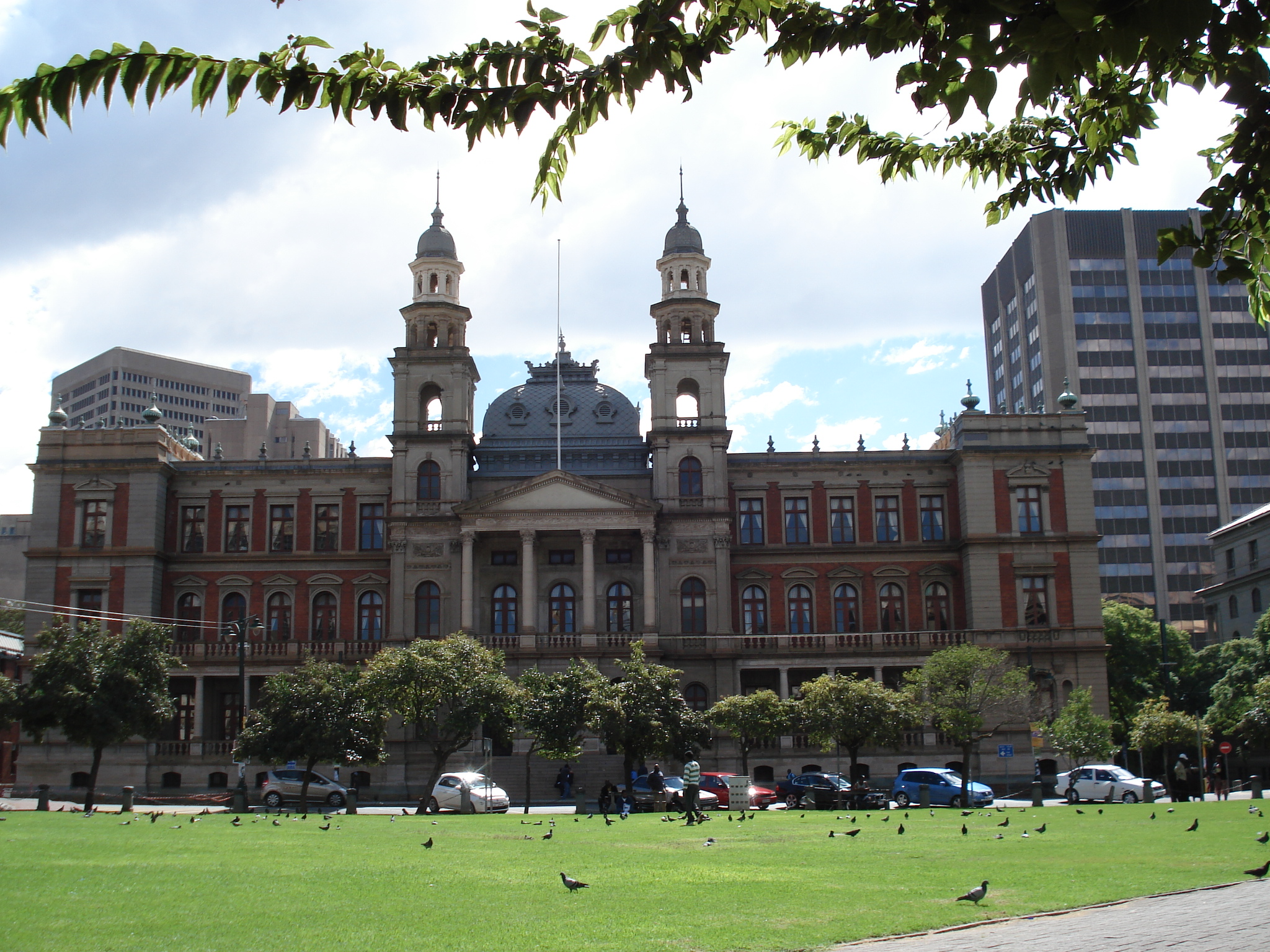
Il Palazzo di Giustizia di Pretoria, sede del processo

- Lionel Bernstein, architetto e membro del Partito Comunista Sudafricano (SACP)
- Denis Goldberg, ingegnere di Città del Capo e leader del Congresso dei Democratici
- Arthur Goldreich
- Bob Hepple
- Abdulhay Jassat
- James Kantor, cognato di Harold Wolpe
- Ahmed Kathrada
- Nelson Mandela
- Govan Mbeki
- Raymond Mhlaba
- Andrew Mlangeni
- Moosa Moolla
- Elias Motsoaledi, sindacalista e membro dell'ANC
- Walter Sisulu
- Harold Wolpe, eminente avvocato e attivista

Goldberg, Bernstein, Wolpe, Kantor e Goldreich erano ebrei sudafricani; Hepple era di origine inglese da parte di padre e olandese ed ebrea da parte di madre; Jassat, Kathrada, Moolla erano musulmani indiani; Mandela, Mbeki e Mhlaba erano Xhosa; Motsoaledi e Mlangeni erano Sothos e Sisulu era Xhosa (aveva un padre inglese e una madre Xhosa).
Tra i leader processati nel processo di Rivonia figurava anche Mandela, che si trovava nel carcere locale di Pretoria, dove stava scontando una pena di cinque anni per incitamento dei lavoratori allo sciopero – i sindacati erano illegali per i lavoratori neri – e per aver lasciato il paese.
Il governo ha approfittato delle disposizioni legali che consentono la detenzione degli accusati per 90 giorni senza processo e gli imputati sono stati trattenuti in segregazione. Nonostante le percosse e le torture, Goldreich, Jassat, Moolla e Wolpe sono scappati di prigione l'11 agosto. La loro fuga fece infuriare i pubblici ministeri e la polizia, che consideravano Goldreich "l'arcicospiratore".
Il procuratore capo era Percy Yutar, vice procuratore generale del Transvaal. Il giudice presiedente era Quartus de Wet, giudice presidente del Transvaal. Il primo atto d'accusa del processo elencava 11 nomi come imputati. Il processo iniziò dal 6 ottobre 1963 al 12 giugno 1964. L'avvocato dell'imputato contestò con successo la sufficienza giuridica del documento, con il risultato che il giudice de Wet lo annullò. Prima dell'archiviazione della prima accusa, lo Stato ha ritirato tutte le accuse contro Bob Hepple, Hepple successivamente è fuggito dal paese, senza testimoniare, e ha dichiarato "di non aver mai avuto alcuna intenzione di testimoniare". Il secondo atto d'accusa elencava quindi solo 10 degli 11 nomi originali, riferendosi ad essi come accusati da 1 a 10:
- Nelson Mandela (imputato n. 1)
- Walter Sisulu (imputato n. 2)
- Denis Goldberg (imputato n. 3)
- Govan Mbeki (imputato n. 4)
- Ahmed Kathrada (imputato n. 5)
- Lionel Bernstein (imputato n. 6)
- Raymond Mhlaba (imputato n. 7)
- James Kantor (imputato n. 8)
- Elias Motsoaledi (imputato n. 9)
- Andrew Mlangeni (imputato n. 10); è stato l'ultimo a testimoniare al processo
- Bob Hepple (imputato n. 11); non ha mai testimoniato[15].

Mlangeni, morto il 21 luglio 2020, è stato l'ultimo imputato rivoniano sopravvissuto dopo la morte di Goldberg il 29 aprile dello stesso anno.

## Avvocati difensori
Nat Levy era l'avvocato di Pretoria per Mandela e gli altri imputati, ad eccezione di Kantor, "che non aveva alcun legame con gli altri imputati e apparentemente fu accusato solo come procuratore di suo cognato e suo avvocato". La squadra di difesa comprendeva Joel Joffe, che era l'avvocato istruttore, Bram Fischer, Vernon Berrangé, Arthur Chaskalson e George Bizos. Hilda Bernstein (moglie di Rusty Bernstein) si è avvicinata a Joffe dopo essere stata respinta da altri avvocati che affermavano di essere troppo occupati o spaventati per agire per suo marito. Joffe fu successivamente avvicinato anche da Albertina Sisulu (moglie di Walter Sisulu), Annie Goldberg (madre di Dennis Goldberg) e Winnie Mandela (moglie di Nelson Mandela).
Joffe inizialmente si assicurò i servizi degli avvocati Arthur Chaskalson e George Bizos, poi convinse Bram Fischer ad agire come consulente principale. Anche Vernon Berrangé è stato successivamente reclutato per unirsi al team di sostenitori. Lo schieramento di difesa della maggioranza degli imputati era:
- Joel Joffe (avvocato incaricato)
- Bram Fischer (avvocato, avvocato principale)
- Vernon Berrangé (avvocato)
- George Bizos (avvocato)
- Arthur Chaskalson (avvocato)
- Harold Hanson (avvocato)

Tutti gli imputati concordavano sul fatto che la difesa di Kantor non poteva avere nulla in comune con il resto degli imputati. Ha quindi organizzato una squadra di difesa separata. Denis Kuny (poi avvocato nel processo Bram Fischer), fu coinvolto all'inizio del processo difendendo Kantor. Dopo che il pubblico ministero Yutar lo ha accusato di essere stato inserito nella mailing list del Partito Comunista, Kuny è stato interrogato e costretto a ritirarsi. Sebbene Harold Hanson rappresentasse principalmente Kantor, fu anche invitato a presentare la richiesta di attenuante per gli altri 9 accusati. La formazione di difesa di Kantor era:
- John Coaker (avvocato)
- Harold Hanson (avvocato)
- George Lowen (avvocato)
- HC Nicholas (avvocato)
- Harry Schwarz (avvocato)

## Accuse
Le accuse erano:
- reclutamento di persone per l'addestramento alla preparazione e all'uso di esplosivi e alla guerriglia a fini di rivoluzione violenta e per commettere atti di sabotaggio
- cospirazione per commettere gli atti sopra menzionati e per aiutare unità militari straniere quando invasero la Repubblica
- agire in questi modi per promuovere gli obiettivi del comunismo
- sollecitare e ricevere denaro per questi scopi da simpatizzanti in Uganda, Algeria, Etiopia, Liberia, Nigeria, Tunisia e altrove.

Il "requisito di produzione" di munizioni per un periodo di sei mesi sarebbe stato sufficiente, ha affermato il procuratore Percy Yutar nel suo discorso di apertura, a far saltare in aria una città delle dimensioni di Johannesburg.
Kantor è stato assolto al termine del caso dell'accusa.
Il processo è stato condannato dal Consiglio di sicurezza delle Nazioni Unite e da nazioni di tutto il mondo, portando in alcuni casi a sanzioni internazionali contro il governo sudafricano.

## Fughe
- Arthur Goldreich, Abdulhay Jassat, Moosa Moolla e Harold Wolpe sono fuggiti dalla prigione di The Fort a Johannesburg mentre erano in custodia cautelare dopo aver corrotto una guardia carceraria. Dopo essersi nascosti in varie case sicure per due mesi, Goldreich e Wolpe fuggirono in Swaziland vestiti da preti con l'aiuto di Mannie Brown, che in seguito contribuì a creare il tour operator Africa Hinterland come copertura per consegnare armi all'ANC. Dallo Swaziland, Vernon Berrangé avrebbe dovuto noleggiare un aereo per portarli a Lobatse, una cittadina nel sud-est del Botswana[19]. Jassat e Moolla fuggirono in esilio in India.
- La fuga di Wolpe vide suo cognato James Kantor, che aveva prestato servizio come membro della squadra di difesa, arrestato e accusato degli stessi crimini di Mandela e del suo coimputato. Harry Schwarz, un caro amico e politico, ha agito in sua difesa. Dopo essere stato trattato in modo aggressivo dal pubblico ministero Percy Yutar, che ha cercato di dipingerlo come un ingranaggio vitale di MK, Kantor è stato dimesso dal giudice Quartus de Wet, che ha stabilito che non aveva alcun caso a cui rispondere. Dopo il suo rilascio, Kantor fuggì dal paese. Morì di infarto nel 1974.

## Il discorso di Mandela
All'inizio del processo di difesa, Nelson Mandela ha tenuto un discorso di tre ore dal banco degli imputati, in cui ha spiegato e difeso le principali posizioni politiche dell'ANC. Ha giustificato la decisione del movimento, in considerazione delle crescenti restrizioni sull'attività politica consentita da parte degli africani non bianchi, di andare oltre il suo precedente uso di metodi costituzionali e di opposizione non violenta gandhiana allo Stato, abbracciando una campagna di sabotaggio contro la proprietà (progettata per ridurre al minimo i rischi di lesioni e morte), iniziando anche ad addestrare un'ala militare per un possibile utilizzo futuro. Ha inoltre discusso in dettaglio il rapporto tra l'ANC e il SACP, spiegando che, mentre i due condividevano l'impegno nell'azione contro il sistema dell'apartheid, lui era legato ad un modello di democrazia costituzionale per il Sudafrica (ha individuato la politica britannica come modello da elogiare in modo particolare), e sostenne anche un’economia di mercato piuttosto che un modello economico comunista. Il discorso è considerato uno dei momenti fondativi della democrazia sudafricana.

Le parole conclusive di Mandela sono state molto citate. La sua dichiarazione secondo cui era pronto a morire per la causa è stata fortemente contrastata dai suoi avvocati, che temevano che essa stessa potesse provocare una condanna a morte. In una concessione alle loro preoccupazioni, Mandela ha inserito le parole "se necessario". Parlando sul banco degli imputati del tribunale il 20 aprile 1964, disse: 
Nel corso della mia vita mi sono dedicato alla lotta del popolo africano. Ho combattuto contro la dominazione bianca e ho combattuto contro la dominazione nera. Ho amato l’ideale di una società democratica e libera in cui tutte le persone potranno vivere insieme in armonia e con pari opportunità. È un ideale che spero di vivere. Ma, mio Signore, se necessario, è un ideale per cui sono disposto a morire.

## Risultati

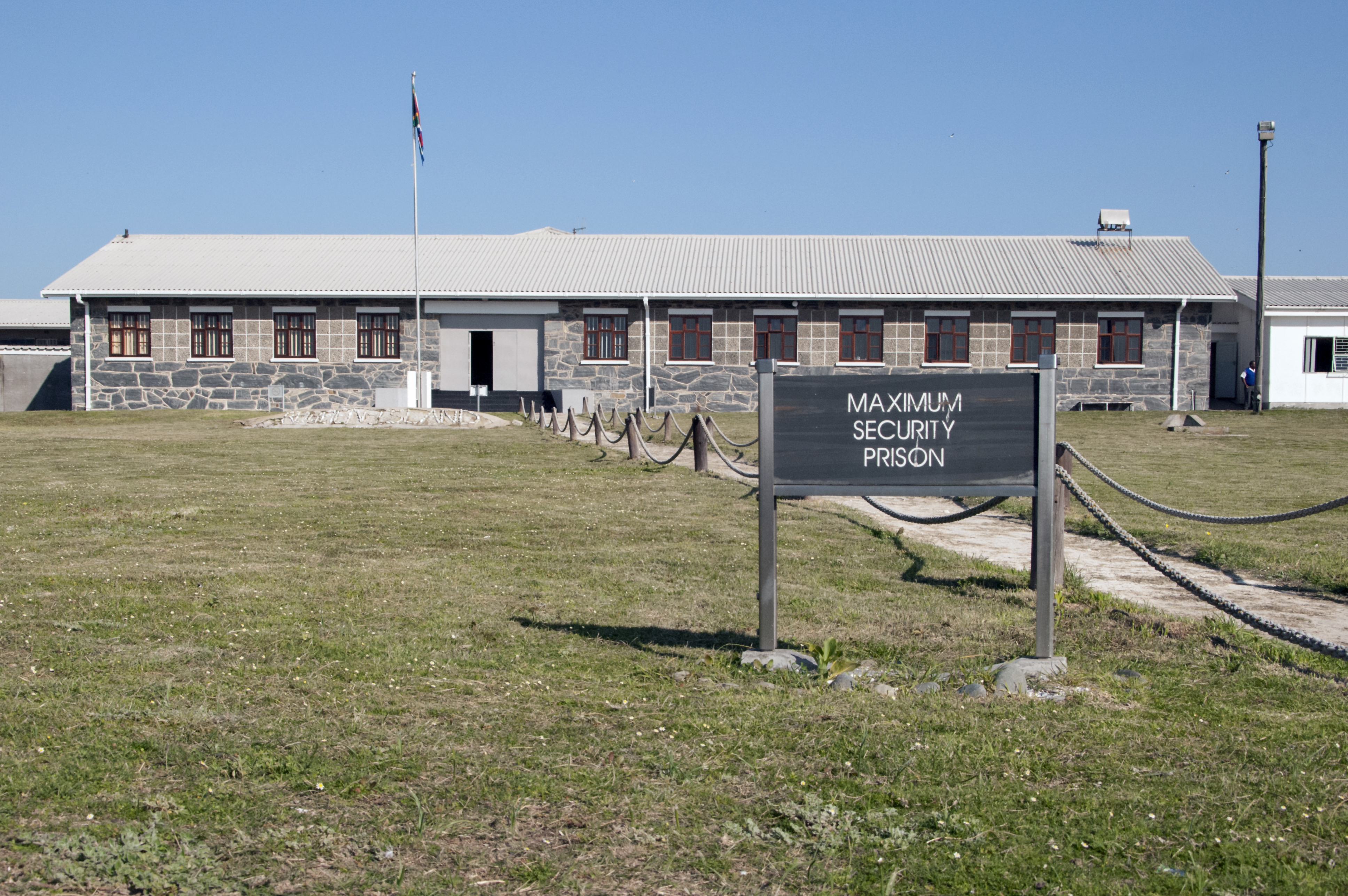
Prigione di Massima Sicurezza, Robben Island

Sebbene l'accusa non abbia richiesto formalmente la pena di morte, gli osservatori più attenti del processo hanno ritenuto che tale sentenza fosse implicita nella presentazione del caso da parte del pubblico ministero. L'opposizione alla pena di morte comprendeva sia campagne pubbliche a livello internazionale, le Nazioni Unite, sia le argomentazioni della difesa in aula. Harold Hanson è stato chiamato a sostenere la mitigazione. Ha paragonato la lotta africana per i diritti alla precedente lotta afrikaner, citando precedenti di condanne temperate, anche in casi di tradimento. Il 12 giugno 1964 otto imputati furono condannati all'ergastolo; Lionel Bernstein è stato assolto. Prove infondate suggeriscono che Hanson, in un'udienza privata con de Wet, lo persuase a commutare la condanna a morte per alto tradimento in ergastolo.
Non c’è stata alcuna sorpresa nel fatto che Mandela, Sisulu, Mbeki, Motsoaledi, Mlangeni e Goldberg siano stati giudicati colpevoli su tutti e quattro i capi di imputazione. La difesa aveva sperato che Mhlaba, Kathrada e Bernstein potessero sfuggire alla condanna a causa dell'insufficienza delle prove che dimostravano che erano complici della cospirazione, anche se senza dubbio avrebbero potuto essere perseguiti con altre accuse. Ma anche Mhlaba è stata giudicata colpevole su tutti i fronti, e Kathrada, su un'accusa di cospirazione. Bernstein, tuttavia, fu dichiarato non colpevole. È stato nuovamente arrestato, rilasciato su cauzione e posto agli arresti domiciliari. Successivamente è fuggito dal paese.
Denis Goldberg andò alla prigione centrale di Pretoria invece che a Robben Island (a quel tempo l'unica ala di sicurezza per prigionieri politici bianchi in Sudafrica), dove vi restò per 22 anni.

## Rilasci
- Nel 1985, il 28 febbraio; Denis Goldberg è stato rilasciato dalla custodia del governo del Partito Nazionale dopo aver trascorso 22 anni nella prigione bianca della prigione centrale di Pretoria. È stato rilasciato per ordine del presidente PW Botha.
- Nel 1987, 5 novembre; Govan Mbeki è stato rilasciato dalla custodia del governo del Partito Nazionale dopo aver scontato 24 anni nella prigione di Robben Island. È stato rilasciato per ordine del presidente PW Botha.
- Nel 1989, 15 ottobre; Ahmed Kathrada, Raymond Mhlaba, Andrew Mlangeni, Elias Motsoaledi e Walter Sisulu sono stati rilasciati dalla custodia del governo del Partito Nazionale dopo aver trascorso 26 anni ciascuno a Robben Island e nella prigione di Pollsmoor; il loro rilascio includeva anche Wilton Mkwayi che aveva trascorso 25 anni dopo la condanna al processo Little Rivonia (un caso giudiziario sudafricano dell'epoca dell'apartheid in cui diversi membri dell'organizzazione di resistenza armata Umkhonto we Sizwe furono accusati di sabotaggio), Oscar Mpetha dopo aver trascorso più di 6 anni, e il co-fondatore ed ex leader del Congresso Panafricano Jafta Masemola dopo aver trascorso anche lui 27 anni in prigione. Sono stati rilasciati per ordine del presidente FW de Klerk.
- Nel 1990, 11 febbraio; Nelson Mandela è stato rilasciato dopo aver trascorso 27 anni e otto mesi di carcere a seguito del processo di Rivonia (di cui 18 anni trascorsi a Robben Island). È stato rilasciato per ordine del presidente FW de Klerk.

## Restauro dell'archivio sonoro del processo di Rivonia
Il processo di Rivonia è stato registrato su Dictabelt, un formato di registrazione audio ormai obsoleto. Quasi 250 ore del procedimento processuale sono state registrate su 591 Dictabelt, conservati dal National Archives and Records Service of South Africa (NARSSA). Nel 2001, sette dei Dictabelt furono digitalizzati dalla British Library. Ciò includeva la dichiarazione di Nelson Mandela "Sono pronto a morire" dal banco degli imputati. Nel 2007, i documenti relativi alla causa del tribunale penale n. 253/1963 (Stato contro N. Mandela e altri) sono stati raccomandati per l'inclusione nel registro della memoria del mondo nel 2007. Nel 2012, NARSSA si è rivolta francesi Institute of South Africa (IFAS) e l'Institut national de l'audiovisuel (INA) per avviare un processo di digitalizzazione e restauro del resto dell'archivio sonoro del processo di Rivonia. L'ingegnere, storico e inventore francese Henri Chamoux, impiegò poco più di 15 mesi per modificare e digitalizzare 230 ore di registrazione utilizzando la sua invenzione, l'Archéophone.
Le registrazioni digitalizzate sono state ufficialmente restituite al Sudafrica nel 2018, nell'ambito del Centenario di Nelson Mandela, per commemorare è stato organizzato un colloquio internazionale di un giorno, discutendo questioni relative all'atto di raccogliere, mappare, digitalizzare e restaurare archivi e sollevare questioni etiche che, a loro volta, diventano questioni storiche.

## Nel cinema
- Il film del 1966 intitolato Der Rivonia-Prozess diretto da Jürgen Goslar con Simon Sabela nei panni di Nelson Mandela.
- Il film del 2017 intitolato Bram Fischer (anche chiamato An Act of Defiance), diretto da Jean van de Velde, illustra la storia del processo, concentrandosi sul coinvolgimento dell'avvocato principale della difesa, Bram Fischer[28].
- Nel 2017 i due sopravvissuti rimasti al processo di Rivonia – Denis Goldberg e Andrew Mlangeni – sono apparsi in un film documentario intitolato Life is Wonderful, diretto da Sir Nicholas Stadlen, che racconta la storia del processo. (Il titolo riflette le parole rivolte da Goldberg alla madre alla fine del processo quando venne a sapere che a lui e ai suoi compagni era stata risparmiata la condanna a morte)[29].
- Un documentario francese del 2018 intitolato The State Against Mandela and the Others (scritto dal giornalista Nicolas Champeaux e diretto da Gilles Porte), illustra la storia utilizzando registrazioni audio reali del processo insieme ad animazioni in stile carboncino. Comprende estratti di interviste con alcuni degli imputati e altri coinvolti direttamente o indirettamente nel processo[30].